# Cristo deriso (Cimabue)
Il Cristo deriso è un dipinto di Cimabue datato 1280 circa conservato al museo del Louvre a Parigi.

## Storia
L'opera doveva far parte di un altarolo, un dittico o un trittico con piccole storie della vita e della Passione di Cristo, forse otto in tutto, di cui risultano sopravvissuti solo due altri pannelli, la Flagellazione della Frick Collection, esposta nel Metropolitan Museum of Art di New York, e la Maestà con due angeli esposta alla National Gallery di Londra, mentre un terzo, il bacio di Giuda, è andato perduto.
Il dipinto era collocato sulla parete di una cucina in un'abitazione di Compiègne, nei pressi di Parigi. Nel 2019 la proprietaria decise di farlo visionare da una casa d'aste, scoprendo così che si trattava di un autentico Cimabue.
L'asta si è svolta il 27 ottobre 2019, con base d'asta da 6 milioni di euro. Il dipinto è stato acquistato all'elevatissima cifra di 24 milioni di euro da un collezionista anonimo. Dopo essere stato notificato dal ministero della cultura francese è stato comprata dallo stato francese per le collezioni del museo del Louvre, delle quali fa parte dal 2023.